# 霍尔姆松德
霍尔姆松德（瑞典語：Holmsund）是瑞典西博滕省于默奥市镇内的城镇。